# 広島県立呉宮原高等学校
広島県立呉宮原高等学校（ひろしまけんりつくれみやはらこうとうがっこう）は、広島県呉市に所在する公立高等学校。

## 概要
歴史
1924年（大正13年）に開校した「呉市立中学校」（旧制中学校）を前身とする。2009年（平成21年）に創立85周年を迎えた。
設置課程・学科
全日制課程・普通科
校章
現在の校章は1949年（昭和24年）5月に制定された。当時の在職教員によって図案化された。伸び行く若葉をモチーフとしており、中央に「高」の文字（旧字体）を置いている。
校歌
作詞は西本篤武、作曲は川原浩による。歌詞は2番まであり、校名の「宮原」は1番の途中に登場する。

## 沿革
旧制中学校
- 1924年（大正13年）
  - 3月25日 - 「呉市立中学校」の設立が認可される。校長事務取扱に伊藤裕が任命される。
  - 4月18日 -  呉市今西通一丁目の元・海城中学校跡を仮校舎として授業を開始。
  - 5月2日 - 初代校長に清水芳徳が就任。
- 1925年（大正14年）4月6日 - 仮校舎を二河町の呉高等小学校（現・呉市立呉中央中学校）に移転。
- 1926年（大正15年）9月30日 - 呉市宮原通三丁目に新校舎が完成し移転。
- 1929年（昭和4年）4月1日 - 広島県への移管により、「広島県立呉第二中学校[1]」と改称。
- 1937年（昭和12年）10月2日 - 校舎が半焼。
- 1942年（昭和17年）3月4日 - 広島県立第二夜間中学（修業年限5ヶ年）を併置。（定時制課程の前身）
- 1943年（昭和18年）7月27日 - 併置の夜間中学校が広島県立呉第五中学校と改称される。
- 1945年（昭和20年）9月17日 - 水害により、正門南側の煉瓦塀が崩壊。

新制高等学校
- 1948年（昭和23年）5月3日 - 学制改革（六・三・三制の実施）により、呉第二中学校は廃止され、新制高等学校「広島県呉真畝[2] 高等学校」が発足。
  - 同年3月時点で旧制中学校の3・4年であった生徒を、それぞれ新制高校1・2年生として編入。旧制中学校卒業生のうち希望者を新制高校3年生として編入。
  - また、暫定措置として新制中学校（以下・併設中学校）を設置し、同年3月時点で旧制中学校2年生の生徒を新制中学校3年生として収容。
- 1949年（昭和24年）4月30日 - 高等学校再編により、学区制を導入し、総合制高等学校「広島県呉宮原高等学校」に改称。男女共学となる。
  - 全日制課程3学科（普通科・家庭科・商業科）と定時制課程1学科（普通科）を設置。
- 1950年（昭和25年）12月24日 - 呉宮原高校同窓会を結成。
- 1954年（昭和29年）4月1日 - 家庭科を生活科に変更。
- 1957年（昭和32年）
  - 4月1日 - 広島県呉商業高等学校の設置に伴い、商業科の生徒募集を停止。
  - 7月8日 - 鉄筋コンクリート造3階建ての校舎（二号館）が完成。
- 1959年（昭和34年）
  - 3月31日 - 商業科を廃止。
  - 11月6日 - 開学35周年・創立10周年を記念し、校舎を増築し完成。
  - 11月15日 - 同窓会が一本化し、「九嶺宮原同窓会」と改称。
- 1961年（昭和36年）9月1日 - 広島県教育委員会規則第11号により学区を小学区制から中学区制に変更し、翌1962年（昭和37年）4月1日から実施することとなる。
- 1962年（昭和37年）11月5日 - 生活科の募集を停止し、普通科の中に普通型家庭型を設置。
- 1963年（昭和38年）
  - 6月7日 - 体育館兼講堂が完成。
  - 12月3日 - 普通科の種別を甲・乙とする。
- 1964年（昭和39年）10月31日 - 一号館（第一期工事）が完成。
- 1968年（昭和43年）10月1日 - 「広島県立呉宮原高等学校」（現校名）に改称（県の後に「立」が加えられる）。
- 1972年（昭和47年）4月 - 定時制課程の募集を停止。
- 1975年（昭和50年）3月31日 - 定時制課程を廃止。
- 1976年（昭和51年）3月 - 呉地区県立普通科高校3校（呉宮原・呉三津田・広）での総合選抜入試を開始。
- 1977年（昭和52年）8月31日 - 四号館の1・2階（化学教室・物理教室）が完成。
- 1987年（昭和62年）3月23日 - 部室が完成。
- 1989年（平成元年）10月17日 - 新体育館が完成。
- 1991年（平成3年）3月30日 - 生徒ホールが完成。
- 1992年（平成4年）11月26日 - トレーニングルーム・部室・女子更衣室・体育準備室が完成。
- 1998年（平成10年）4月 - 総合選抜制度が廃止され、単独選抜を開始。自由選択制（単位制）を導入。
- 1999年（平成11年）8月20日 - 実習棟（五号館）が完成。
- 2004年（平成16年）6月1日 - 全教室に空調設備に導入。
- 2010年（平成22年）
  - 3月 - この時の入学生から自由選択制（単位制）を廃止。
  - 4月 - 六号館が完成。
- 2012年（平成24年）
  - 1月 - 一号館の建て替え工事が開始。
  - 4月 - 3学年が完全に学年制となる。

## 部活動
- 近年の野球部の代表的な活躍には平成18年度春季広島県大会では優勝を果たし、翌平成19年度春季広島県大会では準優勝という成績を挙げた。
- 狭いグラウンドなど練習環境の克服や文武両道が評価され、第81回選抜高等学校野球大会では「21世紀枠」の中国地区候補に選ばれた。

## 著名な出身者
- 川井健（一橋大学名誉教授・元学長）
- 高橋紳吾（東邦大学元助教授）
- 市野紀生（東京ガス元社長・現日本野球連盟会長）
- 大下卓夫（西日本高速道路サービス・ホールディングス代表取締役社長COO）
- 大久保一久（シンガーソングライター）
- 小泉浩（フルート奏者・桐朋学園芸術短期大学専任講師）
- 山本淑稀（作曲家・音楽プロデューサー）
- 高田耕至（作曲家・音楽プロデューサー・大阪芸術大学音楽学科 学科長 教授）
- 和崎俊哉（俳優）
- 浜崎博（元プロ野球選手）
- 広岡富夫（元プロ野球選手）
- 増岡博之（元厚生大臣）
- 前田恒彦（元大阪地方検察庁特捜部検事）
- 三貝哲（内閣官房内閣審議官、元防衛省九州防衛局長）
- 美能幸三（実業家）
- 向谷匡史（作家）
- 吉井敏久（舞台、映像プロデューサー）
- 三村裕史（広島県熊野町長）